# بريان ونايت
بريان ونايت (بالإنجليزية: Bryan Knight)‏ هو لاعب كرة قدم أمريكية أمريكي، ولد في 22 يناير 1979 في بوفالو في الولايات المتحدة.

## وصلات خارجية
- بريان ونايت على موقع مرجع كرة القدم المحترفة.كوم (الإنجليزية)